# Yarcétenga
Yarcétenga est une commune rurale située dans le département de Diabo de la province du Gourma dans la région de l'Est au Burkina Faso.

## Géographie
Yarcétenga est situé à 17 km au Nord-Est de Diabo, le chef-lieu du département, et à 7,5 km à l'Est de Tangaye. Le village est à 3 km au Sud de l'important axe routier Est-Ouest du pays, la route nationale 4.

## Santé et éducation
Le centre de soins le plus proche de Yarcétenga est le centre de santé et de promotion sociale (CSPS) de Tangaye.